# Resnik (gmina Babušnica)
Resnik (cyr. Ресник) – wieś w Serbii, w okręgu pirockim, w gminie Babušnica. W 2011 roku liczyła 112 mieszkańców.